# کادونگه
کادونگه (به ایتالیایی: Cadoneghe) یک کومونه در ایتالیا است که در استان پادووا واقع شده‌است.

## خصوصیات
کادونگه ۱۲ کیلومترمربع مساحت و ۱۵٬۲۰۴ نفر جمعیت دارد.